# Ǵorǵi Ǵorǵiew
Ǵorǵi Ǵorǵiev (ur. 22 maja 1992 w Strumicy) – macedoński siatkarz, reprezentant Macedonii Północnej, grający na pozycji rozgrywającego. 
Jego starszy brat Nikoła również jest siatkarzem i gra na pozycji atakującego. 

## Sukcesy klubowe
Mistrzostwo Bułgarii:
- 2012, 2013, 2014, 2015, 2022[6]

Puchar Bułgarii:
- 2013, 2022[7]

Superpuchar Bułgarii:
- 2021

## Sukcesy reprezentacyjne
Liga Europejska:
- 2015, 2016, 2017
- 2014